# Matugenus
Matugenus war ein römischer Toreut (Metallbearbeiter), der in der zweiten Hälfte des 1. Jahrhunderts in Gallien oder Oberitalien tätig war.
Matugenus ist heute nur noch aufgrund eines Signaturstempels auf einer Bronzebadeschale bekannt. Diese wurde in einem Grab in Locarno im Kanton Tessin, Schweiz, gefunden. Heute befindet sich das Stück im Museum Castelgrande in Bellinzona.

## Einzelbelege
1. ↑  Inventarnummer 134.58.216; Richard Petrovszky: Studien zu römischen Bronzegefäßen mit Meisterstempeln. Leidorf, Buch am Erlbach 1993, S. 270–271, Nr. M.04.01.

| Personendaten    | Personendaten                              |
| ---------------- | ------------------------------------------ |
| NAME             | Matugenus                                  |
| KURZBESCHREIBUNG | antiker römischer Toreut                   |
| GEBURTSDATUM     | 1. Jahrhundert v. Chr. oder 1. Jahrhundert |
| STERBEDATUM      | 1. Jahrhundert oder 2. Jahrhundert         |